# Тамміку (Пуурмані)
Та́мміку (ест. Tammiku küla) — село в Естонії, у волості Пуурмані повіту Йиґевамаа.

## Населення
Чисельність населення на 31 грудня 2011 року становила 61 особу.

## Географія
Через село проходить автошлях 14150 (Пайнкюла — Пуурмані).